# Pseudoseisura lophotes
Pseudoseisura lophotes là một loài chim trong họ Furnariidae.